# Rajuntay
Der Nevado Rajuntay, alternative Schreibweisen: Rajunte und Raujunte, Quechua-Schreibweise: Rahuntay, ist ein Berg in der Provinz Yauli in der Region Junín in West-Peru. Er bildet mit einer Höhe von 5412 m (nach anderen Quellen: 5477 m) die größte Erhebung der Cordillera La Viuda, eines Gebirgszugs der peruanischen Westkordillere.

## Lage
Der Nevado Rajuntay befindet sich 8,5 km nordwestlich des 4818 m hohen Gebirgspasses Paso Ticlio im Distrikt Marcapomacocha. Die Westflanke wird über den Río Corpacancha, die Ostflanke über den Río Pucayacu zum Oberlauf des Río Mantaro entwässert. Nach Süden führt ein Bergkamm zu den benachbarten Gipfeln Pucacocha (5140 m) und Yuraccocha (5265 m). Zur kontinentalen Wasserscheide sind es vom Nevado Rajuntay etwa 2 km.